# Chedli Guesmi
Chedli Guesmi (5 de mayo de 1966) es escritor,  arabista, historiador español, profesor universitario y traductor. Doctor en Filología Semítica y profesor de la Universidad de Barcelona.         

## Biografía
De origen tunecino cursó sus estudios doctorales en la Universidad de Barcelona en Filología Semítica.
Desde 2003, es profesor de la Universidad de Barcelona, especialista en la Historia de la Ciencia Árabe Medieval El Magreb (Al-Ándalus).   
Autor del libro Astrometeorología en Al-Ándalus y el Magreb entre los siglos VIII y XV: El Kitāb Al-amṭār wa l-as'ār (“Libro de las lluvias y de los precios”) de Abū 'Abd Allāh Al-Baqqār (fl. 1411-1418). Edición, estudios y traducción.  
También ha realizado publicaciones de artículos junto a Julio Samsó, como Astrología en Marruecos a fines del siglo XIV y principios del XV según el manuscrito del Escorial 916.            
En 2015 ganó el premio internacional Abdulaziz Saud Al Babtin (Kuwait) en Historia de la ciencia árabe medieval en Al-Ándalus. 
Chedli Guesmi es también Maestro de Artes Marciales. 
Comenzó su carrera de Artes Marciales, en Karate con el Maestro Abd El Basset y continuó su carrera en Budo con el gran Maestro Moncef Ouerghui.         
En Argelia, practicó otras disciplinas como Kick boxing con el Maestro Radhouan Boujnijna, Aikido con el Maestro Naser Rouaybah.
Y Penchak Silat Estilo Tigre.      
Participó en varios stages con el Maestro Tamora y el Maestro Kobayashi en Aikido.    
En Kick Boxing con Farid Marzak, excampeón del mundo y en España con Lorenzo Pavón y Felix Serrano Pérez.     
- 8° Dan en Budo bajo la dirección del gran Maestro Moncef Ouerghui.
- 7º Dan Defensa Personal con la Federación Española.
- 5° Dan en AIKIDO con la Federación Española de Artes Marciales.
- 4° Dan en Kick Boxing.

Fundador del estilo BUDO CHEDKAN

## Premios y reconocimientos
- Premio internacional Abdulaziz Saud al-Babtin en 2015 (Kuwait). Universidad de Córdoba Premio
- Homenajeado por el presidente de la República de Túnez, Kaïs Saied. Y honrado por la Autoridad de la Feria del Libro Árabe en Túnez y por la Asociación Científica de Túnez. Honoring Dr Chedli Guesmi in the Arabic forum of book in Tunisia
- Honrar, reconocer y encomiar la competencia y estatus científico en el campo de la investigación científica en historia de las ciencias árabes en Andalucía por el Dr. Julio Samsó Moya. Homenaje Hommage
- Entrevista Canal Cultural Al-Babtain (Kuwait). "Estuvimos Aquí"

## Obras

1. Astrometeorología y Precios. Latrach Edition, Túnez. 2022. Autor y escritor Dr. Chedli Guesmi.

2. Astrometeorología en al-Andalus y el Magrib entre los siglos VIII y XV: El Kitāb al-amṭār wa l-as'ār (“Libro de las lluvias y de los precios”) de Abū 'Abd Allāh al-Baqqār (fl. 1411-1418). ISBN: 978-2-503-57026-6. 2018. Dr. Chedli Guesmi y Dr. Julio Samsó.

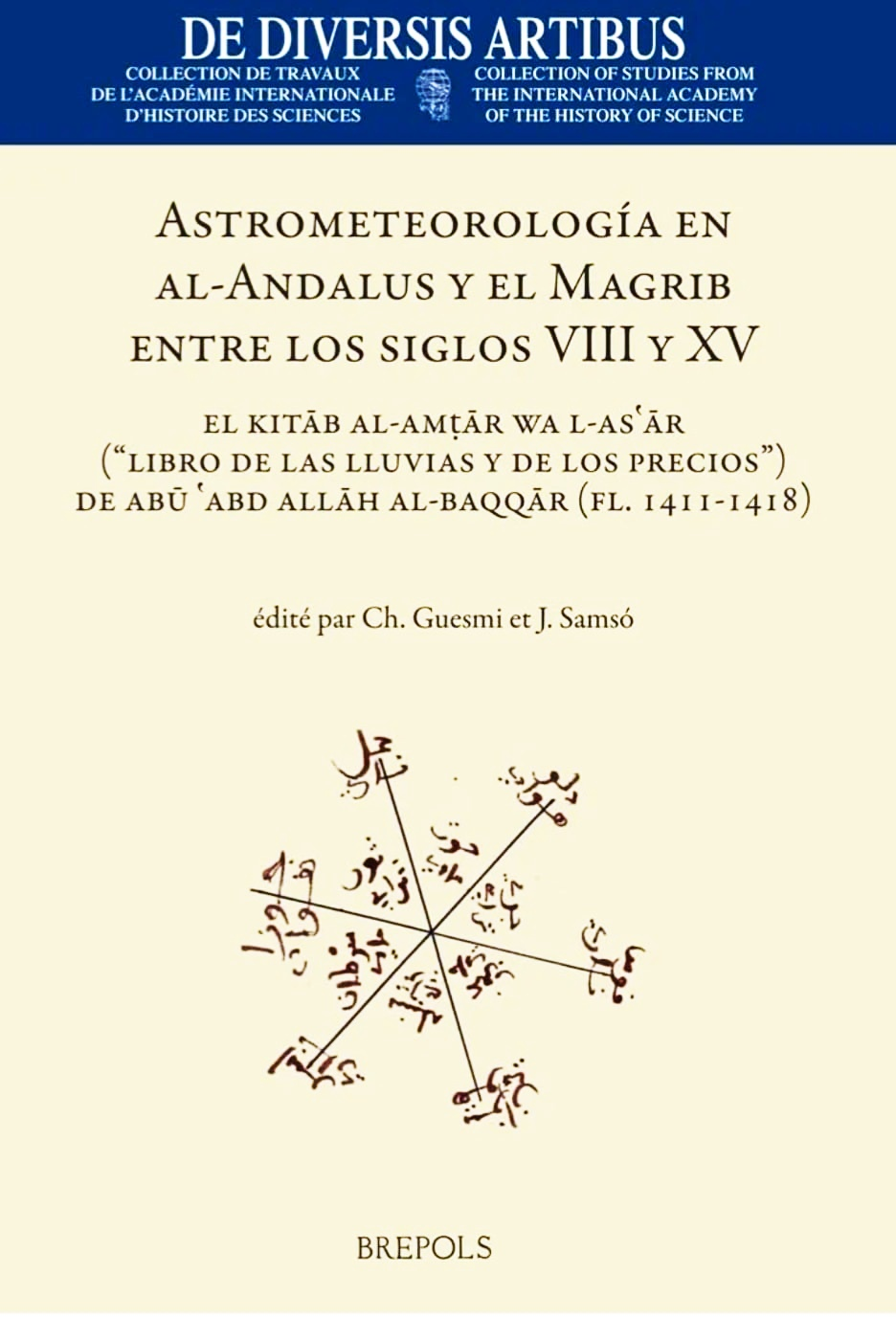

3. Novela Biográfica del Dr. Chedli Guesmi. 2018. Adnan Farzat.

4. Artículo: La geografía astrológica en el Kitab al-amtar wa l-as'ar de Abu 'Abd Allah al-Baqqar (fl. c. 1418). “Homenatge a Francesc Castelló. Geografies/Jugrafiyyat”, Barcelona, 2012, pp. 283-297. Dr. Chedli Guesmi y Dr. Julio Samsó.
5. Colaboración con Federico Corrientes, Diccionario avanzado Spanish-Arabic. 2001.
6. Libro de Artes Marciales: Budo CHEDKAN, 2023. Autor y escritor Dr. Chedli Guesmi. BUDO CHEDKAN

- Datos: Q124473770